# Monumento a la Infanta María Luisa (Sevilla)
El monumento a la infanta María Luisa es una copia en bronce de la escultura realizada en piedra por Enrique Pérez Comendador en 1929, que se ubica en el parque de María Luisa de la ciudad de Sevilla (Andalucía).
Fue instalada por el Ayuntamiento de Sevilla en el parque como agradecimiento a la infanta María Luisa Fernanda de Borbón por ceder unos terrenos del palacio de San Telmo para convertirlos en el actual parque.

## Historia
El primer encargo de la estatua se realizó al escultor Antonio Susillo el 23 de marzo de 1893, quien presentó un proyecto el 17 de diciembre del mismo año, pero el 20 de marzo de 1894 la Academia de Bellas Artes de Santa Isabel de Hungría (Sevilla) decidió no aprobar el proyecto del escultor, y su inesperada muerte lo dejó fuera del proyecto.
Hubo que esperar hasta 1929 para llevar a cabo la ejecución de la obra, encargada a Enrique Pérez Comendador, que realizó una estatua de piedra representando a la infanta con una flor en la mano, que parece simbolizar a su hija María de las Mercedes. La estatua se colocó en la Avenida Rodríguez Caso, dentro del parque. En 1965 cambia de ubicación unos metros dentro del mismo parque y se sitúa junto al Estanque de los Lotos. Posteriormente, la estatua de piedra se almacena en el Convento de Santa Clara y se coloca una estatua de bronce en su lugar.

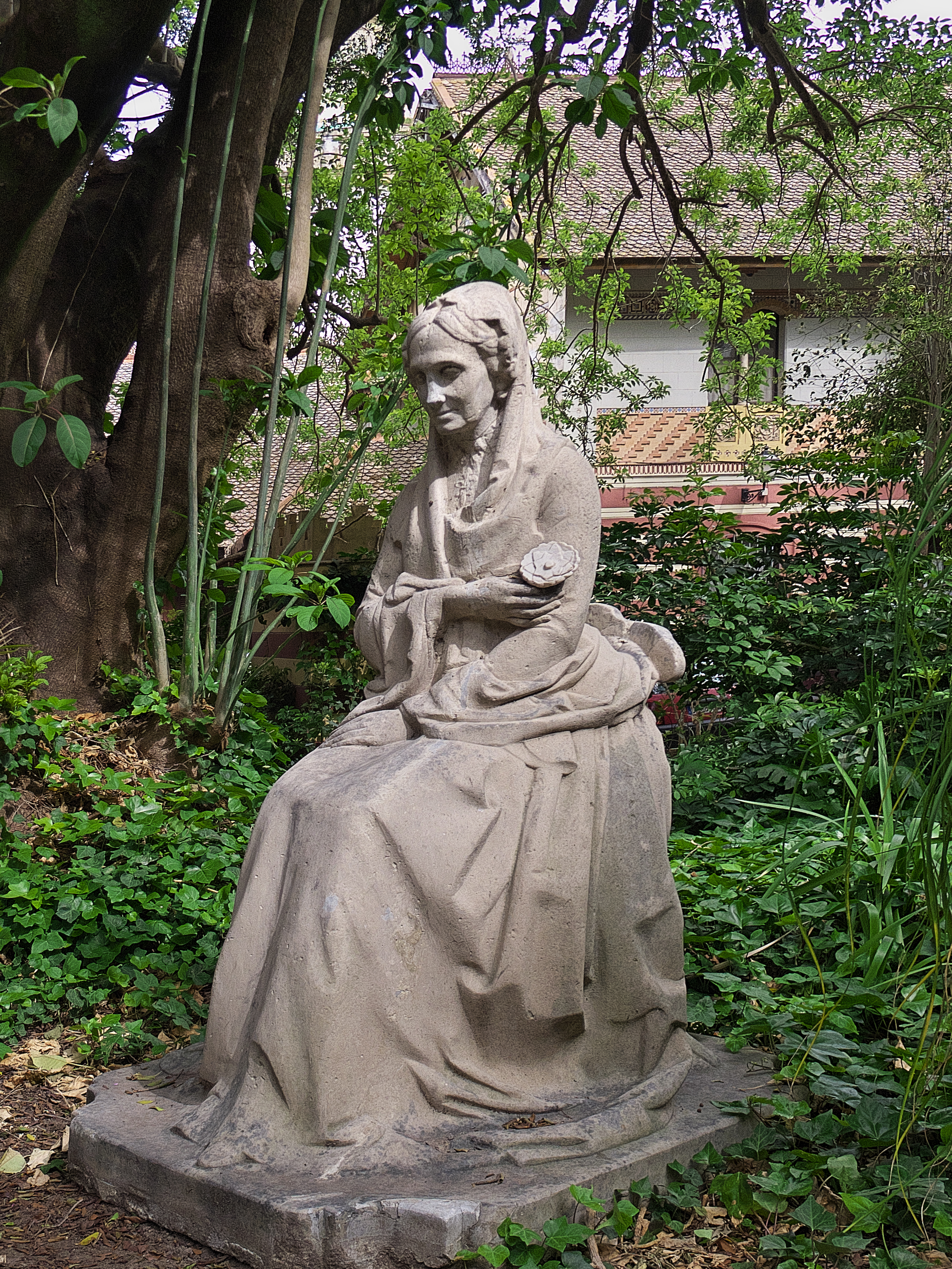
Estatua original en los jardines del Palacio de Orleans-Borbón de Sanlúcar de Barrameda.

En 1972 la estatua de piedra fue trasladada a la plaza de los Cisnes de Sanlúcar de Barrameda (Cádiz), donde su marido, el duque de Montpensier Antonio de Orleans, también tenía un palacio. En 2008 la estatua de piedra fue trasladada de la Plaza de los Cisnes a los jardines del Palacio de Orleans-Borbón de Sanlúcar de Barrameda, que actualmente es municipal.
La vegetación que rodea al monumento está compuesta por un ombú (femenino) o árbol de la bella sombra (Phytolacca dioica) también conocido como zapote, originario de Sudamérica; una morera blanca (Morus alba) originaria de China cuyo fruto es comestible y un almez (Celtis australis). En su base hay plantas de flor. El primer ombú que se importó de tierras americanas es el que se conserva en el monasterio de la Cartuja, al principio del descubrimiento del Nuevo Mundo, ahora se pueden observar en múltiples puntos de la ciudad.